# 特里戈-羅勒斯維爾站 (馬里蘭州)
特里戈-羅勒斯維爾站（英語：Trego-Rohrersville Station）是位於美國馬里蘭州華盛頓縣的一個普查規定居民點。

## 人口
根據2020年美國人口普查的數據，特里戈-羅勒斯維爾站的面積為1.10平方千米，當中陸地面積為1.10平方千米，而水域面積為0.00平方千米。當地共有人口160人，而人口密度為每平方千米145.45人。